# Lophospingus
Lophospingus là một chi chim trong họ Thraupidae.